# El Terror (novela)
El Terror (The Terror en el original en inglés) es una novela de Dan Simmons publicada en 2007 que relata de forma ficticia hechos inspirados en la Expedición perdida de Franklin. Simmons añade elementos paranormales a una historia real.

## Argumento
En septiembre de 1847, dos barcos de la Armada británica, el HMS Erebus y el HMS Terror, bajo el mando de sir John Franklin, van a la búsqueda del paso del Noroeste. En las cercanías de la isla del Rey Guillermo quedan atrapados en el hielo del Ártico.
Las condiciones de supervivencia son extremas con temperaturas que superan los cincuenta grados bajo cero, provisiones de comida escasas, el deterioro de los barcos o la llegada de enfermedades. La extraña presencia de una criatura bestial y misteriosa hace que los hombres crean que se enfrentan a fuerzas sobrenaturales. El motín o el canibalismo planean sobre los supervivientes.

## Adaptación televisiva
Después del éxito de The Walking Dead, AMC planeó crear una serie de terror basada en la novela The Terror con Ridley Scott ejerciendo como productor ejecutivo. En marzo de 2016, se confirmó que AMC ordenó 10 episodios para la serie, con una fecha prevista en 2018. En diciembre de 2017, se anunció que la serie se estrenaría el 26 de marzo de 2018. La serie ha recibido reseñas muy positivas desde su estreno.